# Cheiloneurus triguttatipennis
Cheiloneurus triguttatipennis är en stekelart som först beskrevs av Girault 1920.  Cheiloneurus triguttatipennis ingår i släktet Cheiloneurus och familjen sköldlussteklar. Inga underarter finns listade i Catalogue of Life.